# Harro Bernardelli
Harro Bernardelli (geboren 26. Januar 1906 in Magdeburg; gestorben 30. Juni 1981 in Auckland) war ein neuseeländischer Ökonom deutscher Herkunft.

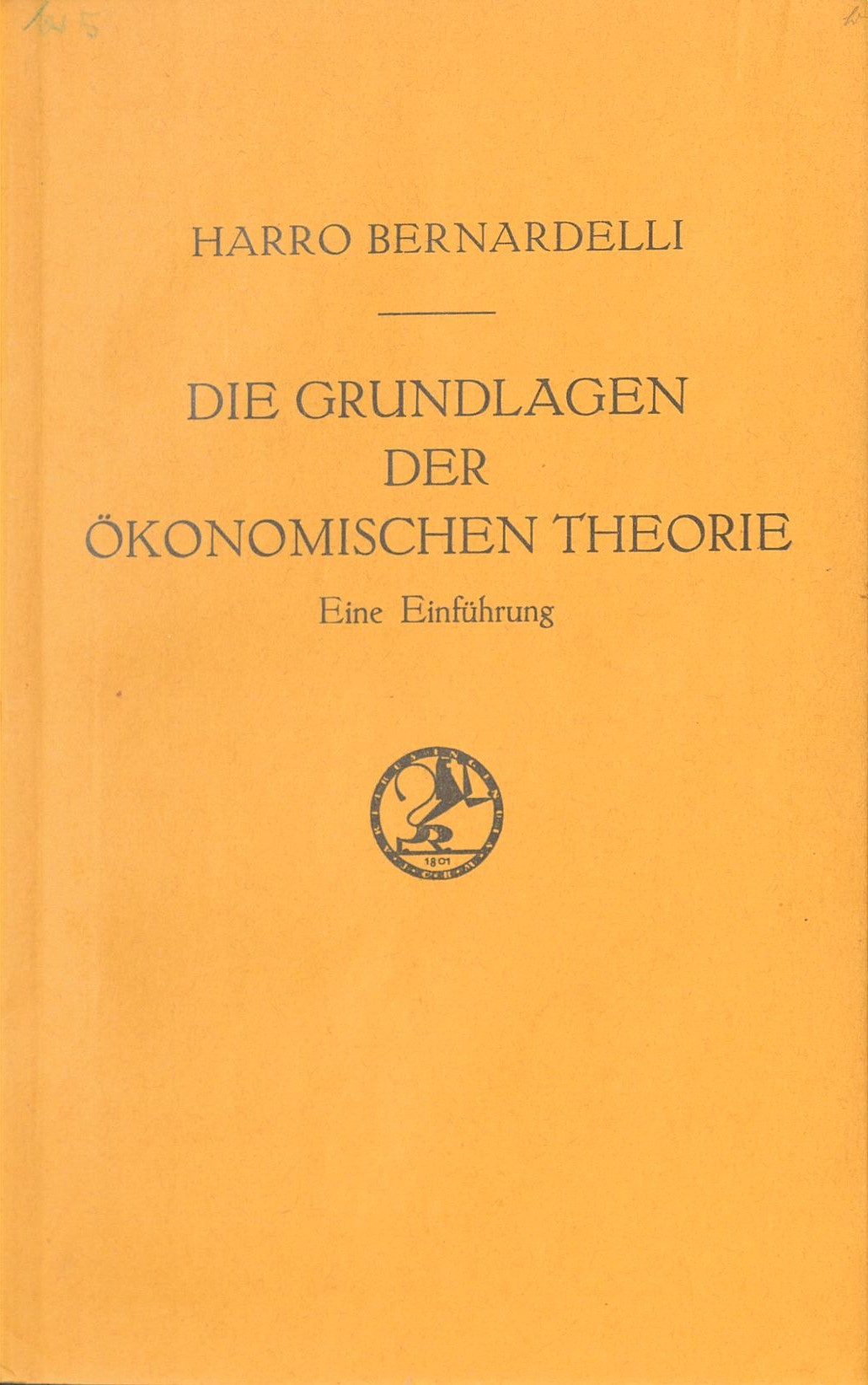
Die Grundlagen der ökonomischen Theorie (1933)

## Leben
Harro Bernardelli war ein Sohn des Lehrers an der Kunstgewerbe- und Handwerkerschule Magdeburg Paul Bernardelli (1870–1953). Er begann das Studium der Rechtswissenschaften an der Universität Göttingen und wechselte zu den Wirtschaftswissenschaften und der Mathematik. 1931 wurde er mit der Dissertation Die Grundlagen der ökonomischen Theorie an der Universität Frankfurt am Main bei Eugen Altschul und den Korreferenten Max Dehn und Max Horkheimer promoviert. Er emigrierte 1934 aus dem nationalsozialistischen Deutschland und fand dank Empfehlungen von Friedrich August Hayek und Lionel Robbins zunächst eine Anstellung an der Liverpool University, die aber nicht verlängert wurde. 1935 ging er an die Rangoon University in die britische Kolonie Britisch-Indien. 1939 wurde er britischer Staatsbürger.
Bei Ausbruch des Zweiten Weltkriegs meldete er sich als Freiwilliger zur British Army und floh 1942 vor den Japanern, die Burma eroberten, nach Indien. In Delhi arbeitete er für das britische Informationsministerium. Bei Kriegsende kehrte er nach London zurück, fand aber keine Beschäftigung und schiffte sich 1948 mit seiner zweiten Frau, der Psychologin Betty Margaret Giles (1919–1998), auf der Rangitata nach Neuseeland ein. Er nahm eine Stelle als Senior Lecturer an der University of Otago an und wurde dort 1950 Reader. 1962 wechselte er als Associate Professor an die University of Auckland und ging 1971 in den Ruhestand.

## Schriften (Auswahl)

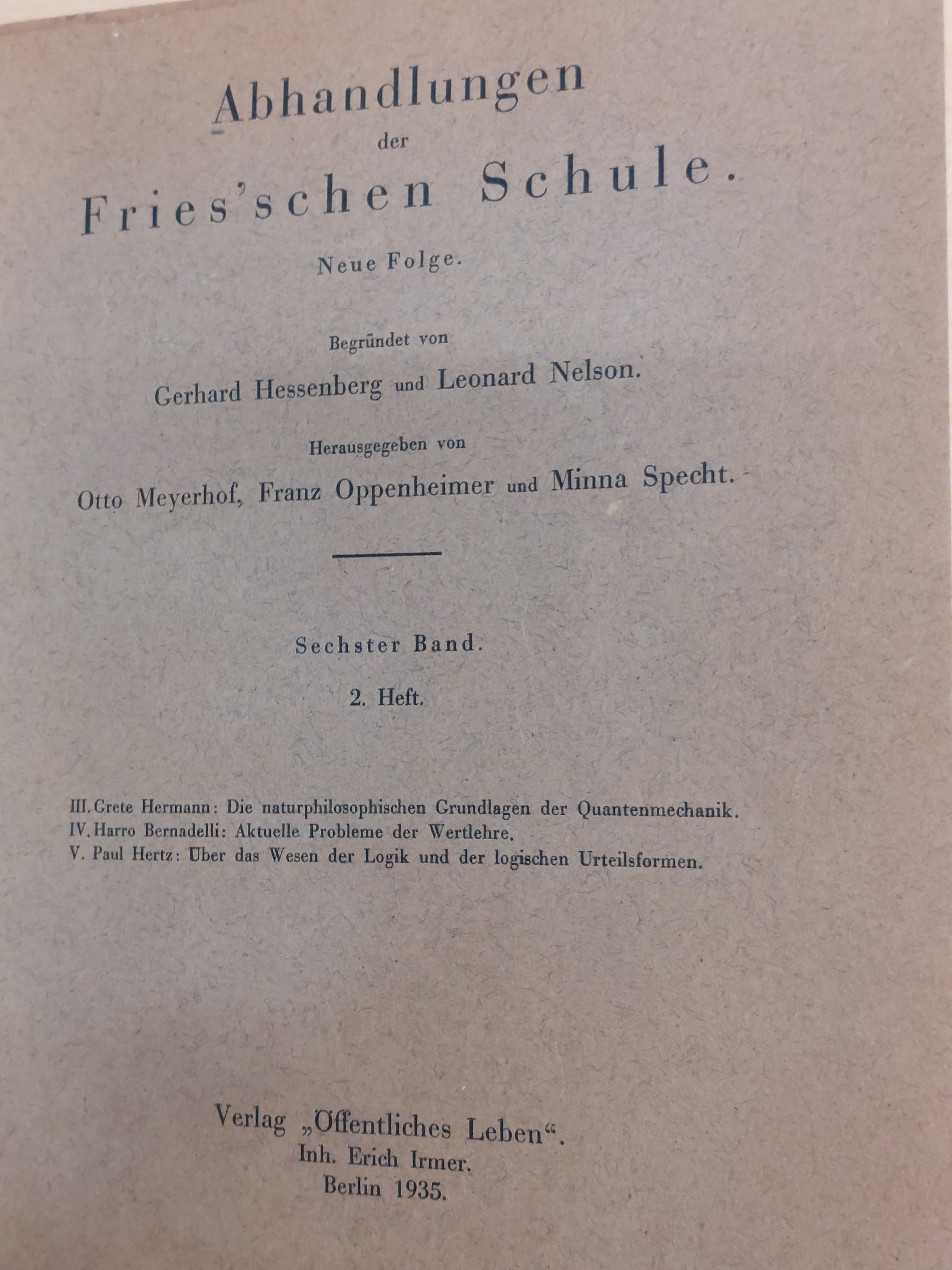
Aktuelle Probleme der Wertlehre (1935)

- Die Grundlagen der ökonomischen Theorie : eine Einführung. Tübingen: Mohr, 1933
- A. L. Bowley: Grundzüge der mathematischen Ökonomik. Übersetzung Harro Bernardelli. Leipzig: Buske, 1934 (The mathematical groundwork of economics)
- Aktuelle Probleme der Wertlehre, in: Abhandlungen der Fries'schen Schule; N.F. 6,4, Göttingen: Vandenhoeck & Ruprecht, 1935, S. 153–224
- The end of the marginal utility theory? In: Economica. Oxford: Wiley-Blackwell, Bd. 5 (1938), S. 192–212
- A rehabilitation of the classical theory of marginal utility. In: Economica. Oxford: Wiley-Blackwell, Bd. 19 (1952), 75, S. 254–268
- New Zealand and Asiatic migration. In: Population studies. Abingdon: Routledge, Bd. 6 (1952), 1, S. 39–54
- Einige Bausteine zur Vereinfachung der Zinstheorie. In: Jahrbücher für Nationalökonomie und Statistik. Berlin: De Gruyter Oldenbourg, Bd. 171 (1959), 3, S. 173–186